# ترینیداد سیلوا
ترینیداد سیلوا (انگلیسی: Trinidad Silva؛ ۳۰ ژانویهٔ ۱۹۵۰ – ۳۱ ژوئیهٔ ۱۹۸۸) یک بازیگر سینما، و هنرپیشه اهل ایالات متحده آمریکا بود.